# ACS Cycling Chirio–Casa Giani
ACS Cycling Chirio–Casa Giani (UCI код: CHI) — итальянская женская профессиональная шоссейная велокоманда, базирующаяся в Монтекьяро д’Асти. Она участвует в шоссейных велогонках, в том числе в некоторых этапах женского мирового шоссейного кубка UCI.

## История команды
Основателем команды является Франко Чирио, который также является владельцем компании по производству льда. В 1991 году была основана команда для молодых гонщиков, как мужчин, так и женщин. Позже команда стала исключительно женской и профессиональной. Пищевая компания Forno d’Asolo была спонсором команды.
Начало 2000-х годов было периодом расцвета команды. В 2002 году Зинаида Стагурская выиграла Гранд Букль феминин и заняла второе место на Джиро д’Италия. В том же году Зульфия Забирова стала чемпионкой мира в индивидуальной гонке. В том году команда выиграла двадцать семь гонок UCI.
В последующие годы за команду выступала немецкая гонщица Регина Шляйхер, которая выиграла четыре этапа на «Джиро д’Италия» в 2003 году. Литовские спортсмены, Йоланта и Раса Поликевичюте также входили в состав команды, как и спринтер Джорджия Бронцини, которая была быстрейшей на трёх этапах Джиро 2005 года. В 2004 году в майке команды выступала также бывшая чемпионка мира Алессандра Каппеллотто.
Самые выдающиеся гонщицы последних лет — украинка Татьяна Стяжкина, итальянка Луиза Таманини и бразильянка Уения Фернандеш. В 2011 году Джорджия Бронцини вернулась в команду в радужной майке. В том же году команда объединилась с командой Colavita/Baci.
В 2014 году она объединилась с командой Acca Due O и стала командой Forno d’Asolo-Astute.
В 2015 году команда вернулась на любительский уровень.
Официально команда базируется в Монтекьяро д’Асти, недалеко от Асти в Пьемонте.

## Рейтинги UCI
В таблице представлены места команды Forno d’Asolo в рейтинге Международного союза велосипедистов по итогам сезона, а также её лучших гонщиков в индивидуальных рейтингах.
| Год  | Рейтинг команд | Лучшая спортсменка в личном зачете |
| 2002 | 6-я            | Зинаида Стагурская (7-я)           |
| 2003 | 12-я           | Регина Шляйхер (8-я)               |
| 2004 | 16-я           | Йоланта Поликевичюте (53-я)        |
| 2005 | —              | Джорджия Бронцини (10-я)           |
| 2006 | 23-я           | Татьяна Стяжкина (90-я)            |
| 2007 | 20-я           | Клемильда Фернандеш (48-я)         |
| 2008 | 15-я           | Татьяна Стяжкина (39-я)            |
| 2009 | 25-я           | Жанилдес Фернандеш (111-я)         |
| 2010 | 22-я           | Эдита Жанелюнайте (136-я)          |
| 2011 | 7-я            | Джорджия Бронцини (6-я)            |
| 2012 | 28-я           | Патрисия Швагер (93-я)             |
| 2013 | 16-я           | Клемильда Фернандеш (30-я)         |

## Руководство
Франко Чирио был представителем команды в UCI с 2006 по 2013 годы. С 2011 года он официально был менеджером команды, а в 2012 и 2014 годах — спортивным директором. Фабрицио Масса был менеджером с 2006 по 2010 годы. Альфонсо Моттола занимал ту же должность в 2006 году, как и Луизиана Пегораро. Антонио Фанелли был директором с 2007 по 2008 годы. Франческо Фаббри, из команды Safi-Pasta Zara Manhattan, также был менеджером в 2008 году. Эмануэле Бомбини работал ассистентом в 2009 году. В 2010 году эту должность занимают Франческо Фраттини и Фортунато Лаккуанити. Антонио Контьеро — менеджер в 2011 году. Ему помогала Рэйчел Хил. В 2012 и 2013 годах Натале Дотта был спортивным директором команды. Его помощниками являются Роберто Гаджиоли, Эдуард Муселимян и Коррадо Салеми. Последние два занимали ту же позицию на следующий год.

## Партнёры
Компания Chirio является производителем мороженого и партнёром команды с момента её создания до 2010 года и затем снова в 2013 году. Агропродовольственная компания Forno d’Asolo спонсировала команду с 2002 по 2014 годы. В 2011 году спонсором команды выступила компания Colavita — бренд оливкового масла.